# 135
El año 135 (CXXXV) fue un año común comenzado en viernes del calendario juliano, en vigor en aquella fecha.
En el Imperio romano el año fue nombrado el del consulado de Luperco y Atiliano, o menos frecuentemente, como el 888 ab urbe condita, siendo su denominación como 135 a principios de la Edad Media, al establecerse el Anno Domini.

## Acontecimientos
- Fin de la revuelta judía contra Roma. Comienza la diáspora del pueblo judío.

## Nacimientos
- He Jin, militar, político y regente chino.
- Yehudah Hanasí, rabino judío y editor de la Mishná.

## Fallecimientos
- Akiva ben Iosef, gran erudito judío y redactor del Séfer Ietzirá.
- Epicteto, filósofo griego.
- Simón bar Kojba, líder militar judío.